# Michera
Michera là một chi bướm đêm thuộc họ Erebidae.